# 贾拉尔普尔
贾拉尔普尔（Jalalpur），是印度北方邦安倍德卡爾那加爾縣的一个城镇，总人口29634（2001年）。

## 人口
该地2001年总人口29634人，其中男性15121人，女性14513人；0—6岁人口4600人，其中男2399人，女2201人；识字率68.63%，其中男性为73.24%，女性为63.83%。